# Лечение Василия
«Лечение Василия» — советский короткометражный рисованный мультфильм 1974 года по мотивам одноимённой сказки Людмилы Петрушевской.
Первый из двух сюжетов мультипликационного альманаха «Весёлая карусель» № 6.

## Сюжет
Мультфильм про великана Василия, который не любил мыться, и ему пришлось обратиться к врачу.

## Съёмочная группа
| автор сценария      | Людмила Петрушевская                              |
| режиссёр и художник | Владимир Морозов                                  |
| композитор          | В. Золотарёв                                      |
| роли озвучивали     | Георгий Георгиу — Доктор Роман Филиппов — Василий |
| оператор            | Михаил Друян                                      |
| звукооператор       | Владимир Кутузов                                  |

## Отличия мультфильма от сказки
- В оригинальной сказке Людмилы Петрушевской великан Василий жаловался на боли в локтях, в то время как в мультфильме доктор исследовал боль в руке. По этой причине в сказке доктор спрашивал великана «Ты когда последний раз мыл локти?», а в мультфильме — «Ты когда последний раз мыл руки?»
- В мультфильме доктор извлекает из руки великана паровоз с составом вагонов, придавленный великаном. В сказке же в локте великана оказался настоящий дом с трубой, где на протяжении ста лет жили люди.